# Kurt Bülau
Kurt Bülau, gebürtig Kurt Siegfried Bülwatsch (* 8. Juni 1922 in Wien; † 13. Juni 2016 in Herrsching am Ammersee), war ein österreichischer Schauspieler bei Bühne, Film und Fernsehen.

## Leben und Wirken
Bülau besuchte zu Beginn des Zweiten Weltkriegs das Wiener Reinhardt-Seminar bzw. die Staatsakademie. Seit 1941 als Bühnenschauspieler Kurt Bülwatsch geführt, sind in den Jahren 1942 bis 1944 Engagements an dem städtischen Theater der schlesischen Stadt Neiße nachweisbar (wobei er allerdings zu dieser Zeit überwiegend Kriegsdienst zu leisten hatte). Seit 1947 wirkte er zunächst an Wiener Spielstätten (Volkstheater, Renaissance-Theater), danach folgte Bülau Rufen an deutsche Bühnen in Tübingen, Hannover und München. Anschließend wirkte Bülau freiberuflich und ging auf Gastspieltourneen. Darüber hinaus betätigte sich der Wiener auch beim Hörfunk und als Synchronsprecher.
Seit 1948 trat Kurt Bülau in Kinofilmen auf, ab 1960 konzentrierte er sich auf die Fernseharbeit in Deutschland. 1966 erfolgte Kurt Bülaus Rückkehr zum Kino mit kleinen Rollen; er spielte Chargen in konventioneller Unterhaltungsware eines Regieroutiniers wie Harald Reinl, war sich zu Beginn der 1970er Jahre aber auch nicht zu schade für Auftritte in Softsexfilmchen aus der Produktion eines Karl Spiehs oder eines Wolf C. Hartwig. Kurt Bülau hat vier Söhne.

## Filmografie
- 1948: Die Schatztruhe
- 1950: Das Tor zum Frieden
- 1951: Der Weibsteufel
- 1951: Der Sonnblick ruft
- 1952: 1. April 2000
- 1953: Die große Schuld
- 1955: Oh – diese „lieben“ Verwandten
- 1956: Wer die Heimat liebt
- 1957: Der König der Bernina
- 1959: Jacqueline
- 1960: Schatten der Helden
- 1961: Der jüngste Tag
- 1962: Einen Jux will er sich machen
- 1962: Schneewittchen und die sieben Gaukler
- 1963–67: Das Kriminalmuseum (TV-Krimireihe, sechs Folgen)
- 1964: Die Teilnahme
- 1964: Die Verbrecher
- 1965: Don Juan oder Die Liebe zur Geometrie
- 1965: Die Karte mit dem Luchskopf (TV-Serie, eine Folge)
- 1965: Alarm in den Bergen (TV-Serie, eine Folge)
- 1966: Kommissar Freytag (TV-Serie, eine Folge)
- 1966: Die fünfte Kolonne (TV-Serie, eine Folge)
- 1966: Flieger Ross
- 1966: Mord und Totschlag
- 1967: Bericht eines Feiglings
- 1967: Der Zündholzkönig – Der Fall Ivar Kreuger
- 1967: Kurzer Prozeß
- 1967: Der nächste Herr, dieselbe Dame
- 1968: Die Ente klingelt um ½ 8
- 1968: Madame Legros
- 1969: Das Trauerspiel von Julius Caesar
- 1969: Ein Dorf ohne Männer
- 1969: Ende eines Leichtgewichts
- 1970: Wir hau’n die Pauker in die Pfanne
- 1970: Josefine Mutzenbacher
- 1971: Der neue Schulmädchen-Report. 2. Teil: Was Eltern den Schlaf raubt
- 1971: Augenzeugen müssen blind sein (TV)
- 1971: Die Schrott-Story
- 1971: Josefine Mutzenbacher II – Meine 365 Liebhaber
- 1972: Tatort: Münchner Kindl
- 1972: Der Schrei der schwarzen Wölfe
- 1973: Die blutigen Geier von Alaska
- 1974: Telerop 2009 – Es ist noch was zu retten (TV-Serie, eine Folge)
- 1975: Schulmädchen-Report. 9. Teil: Reifeprüfung vor dem Abitur
- 1977: Schulmädchen-Report. 11. Teil: Probieren geht über Studieren
- 1979: Die Razzia
- 1980: Ein Guru kommt
- 1982: Der Zerrissene
- 1983: Satan ist auf Gottes Seite
- 1996: Madame Pompadour